# Wierzba wiciowa

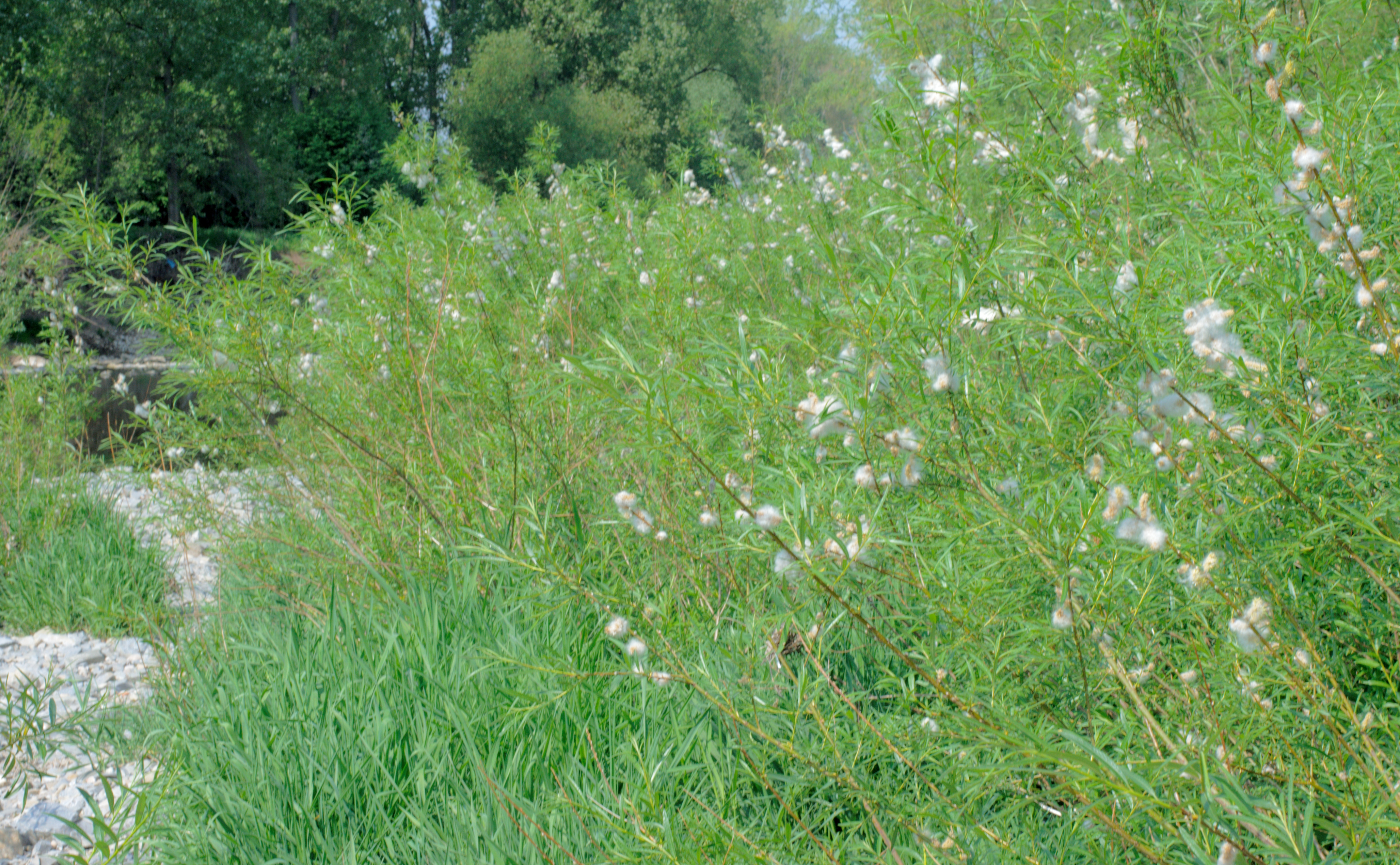
Pokrój

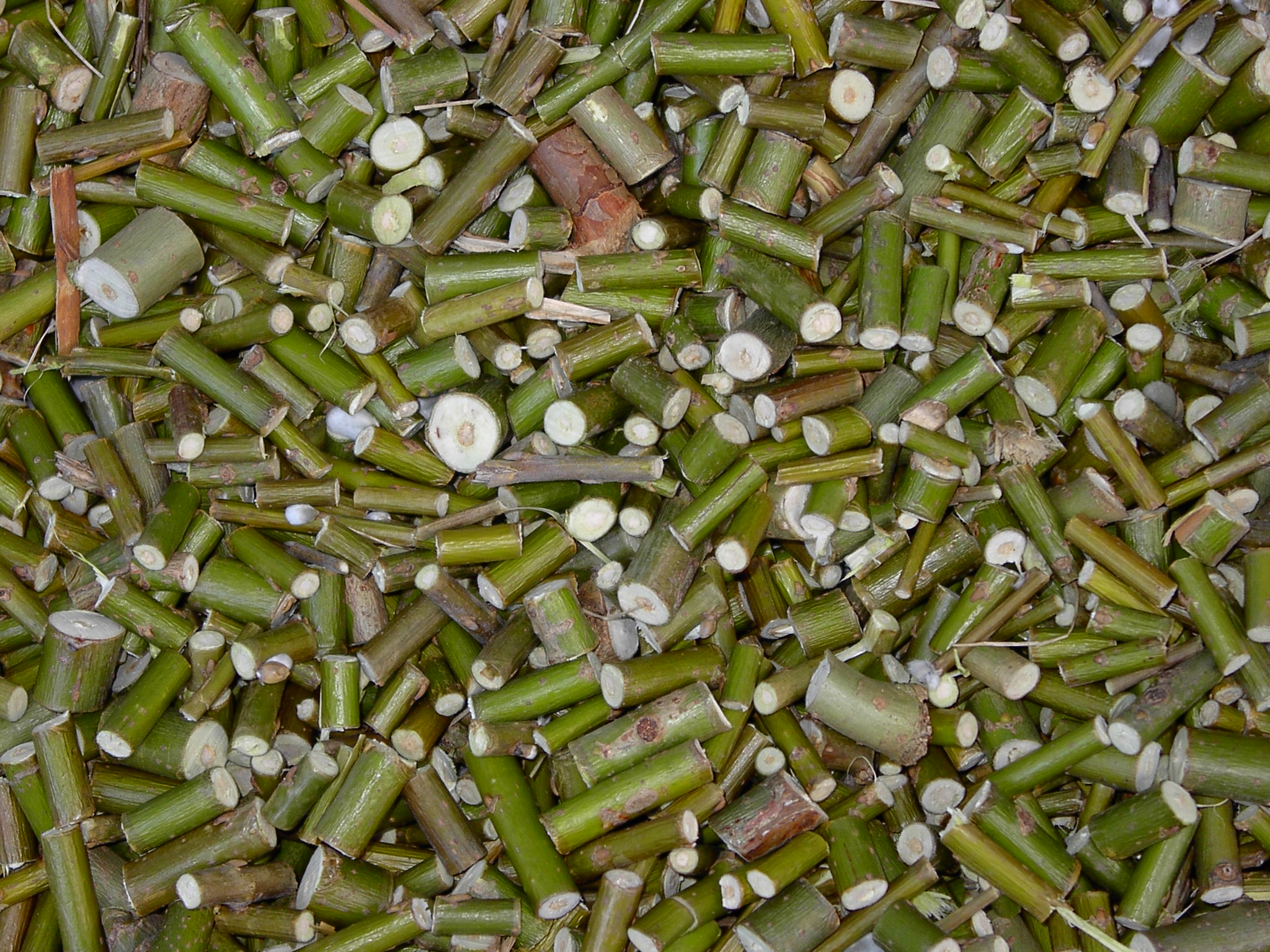
Zrębki wierzby energetycznej - biomasa spalana w elektrowniach

Wierzba wiciowa, w. krzaczasta, w. krzewiasta, witwa, konopianka (Salix viminalis L.) – gatunek drzew lub krzewów z rodziny wierzbowatych. Popularnie nazywany też wierzbą energetyczną. Występuje naturalnie w środkowej Europie.

## Morfologia
PokrójWyniosły krzew lub drzewko osiągające do 10 m wysokości. Długie gałęzie wyrastają z krótkiego pnia.
PędGałązki cienkie i wiotkie, żółtawe. Młode pędy są srebrzyście owłosione, jednak szybko stają się nagie. Pąki są zaokrąglone i mają białą barwę.
LiścieKrótkoogonkowe. Są bardzo wąskie. Osiągają długość do 20 cm przy 1 cm szerokości. Są podwinięte na brzegach. Z wierzchu ciemnozielone i pomarszczone z żółtą żyłką pośrodku. Od spodu są jedwabiście owłosione w kolorze białym. Mają 25-30 par nerwów bocznych.
KwiatyRoślina dwupienna. Kwiatostany to walcowate kotki, męskie 3 × 1 cm, żeńskie mniejsze. Słupki nagie, na trzoneczkach o długości przynajmniej 1.4 długości słupka, znamiona słupków dwudzielnie i lekko łukowato rozchylone. Przysadki dwubarwne, w nasadzie jasne lub purpurowe, na szczytach czarniawe lub rdzawe.

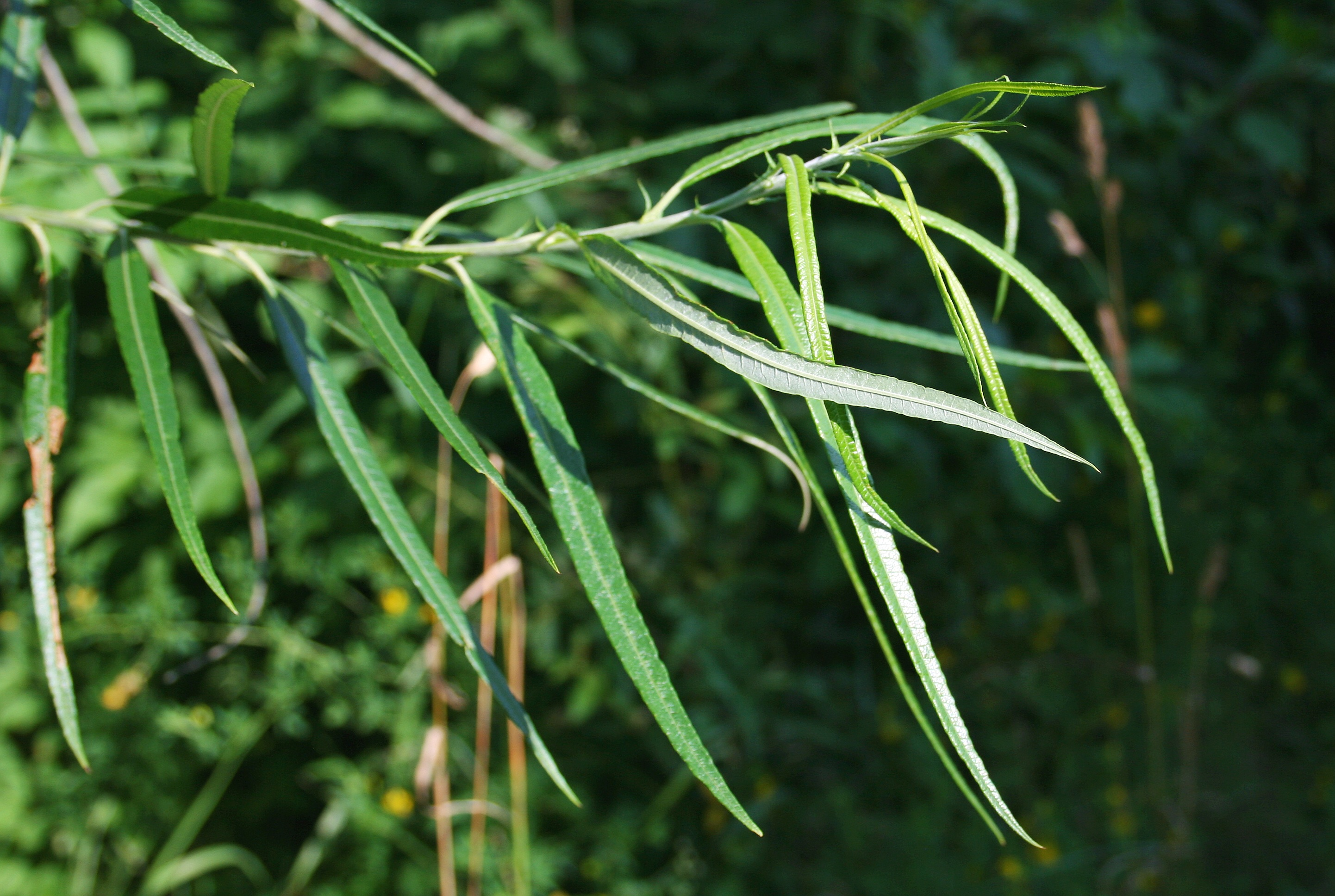
Liście
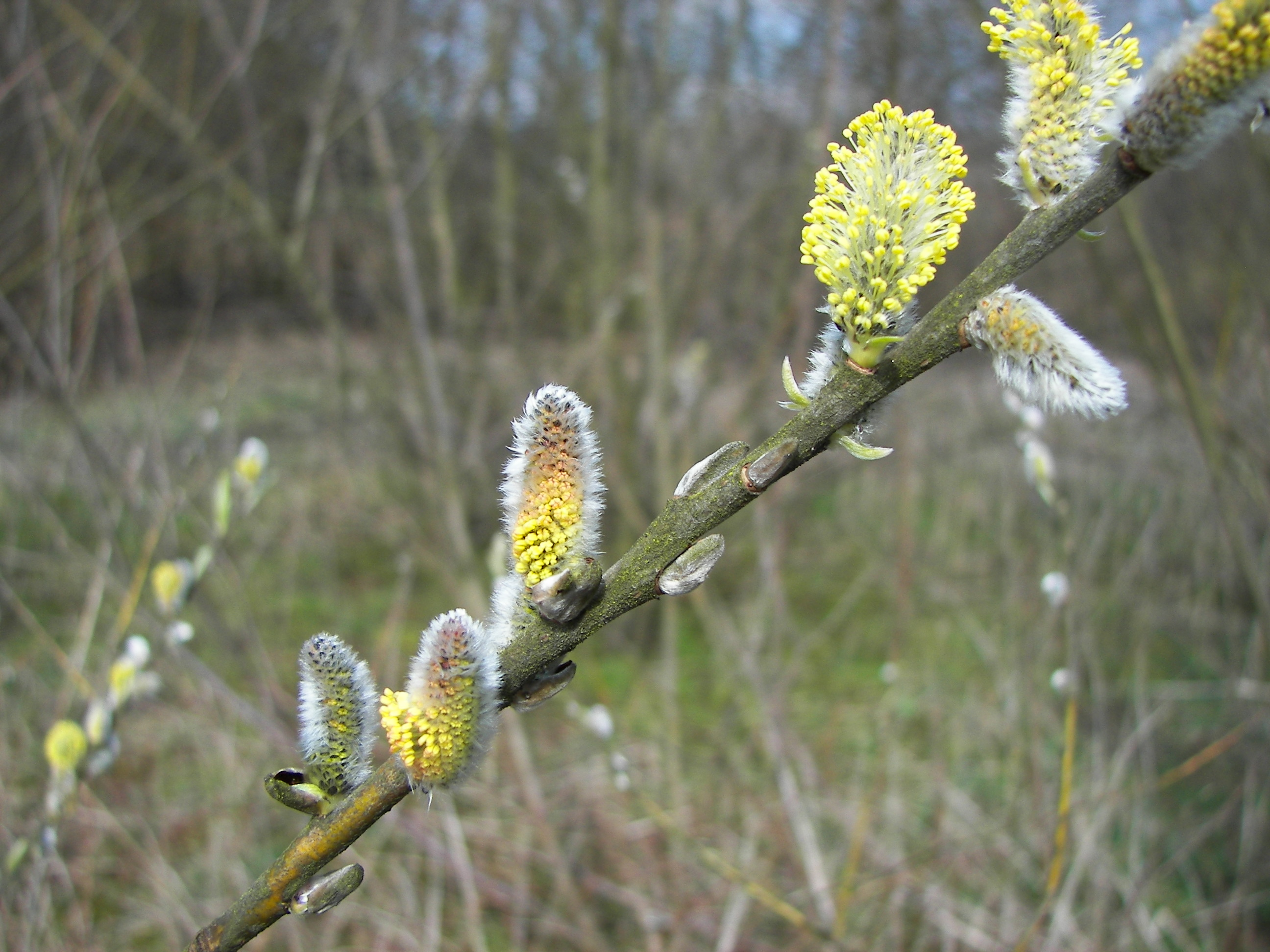
Kwiaty męskie
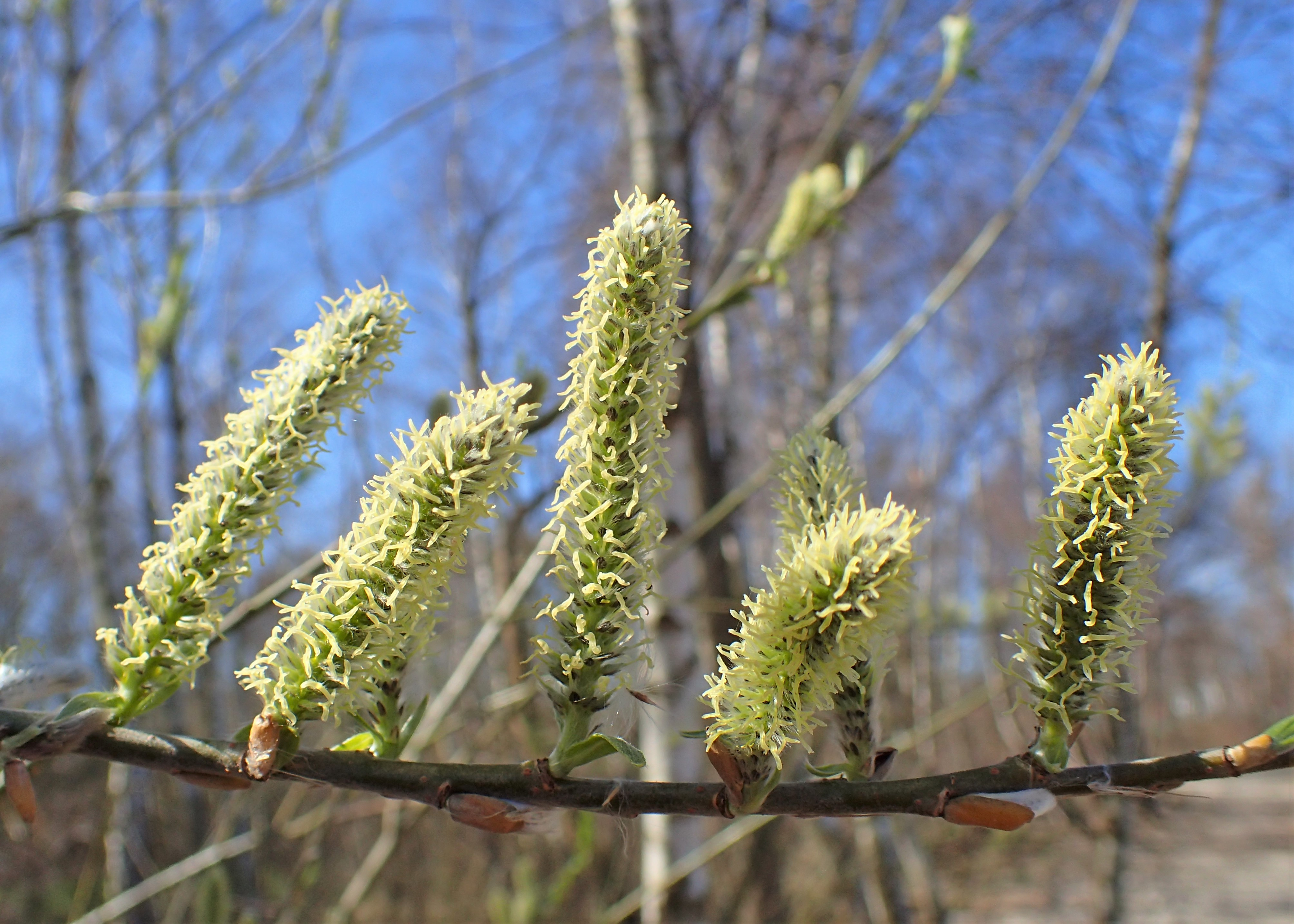
Kwiaty żeńskie
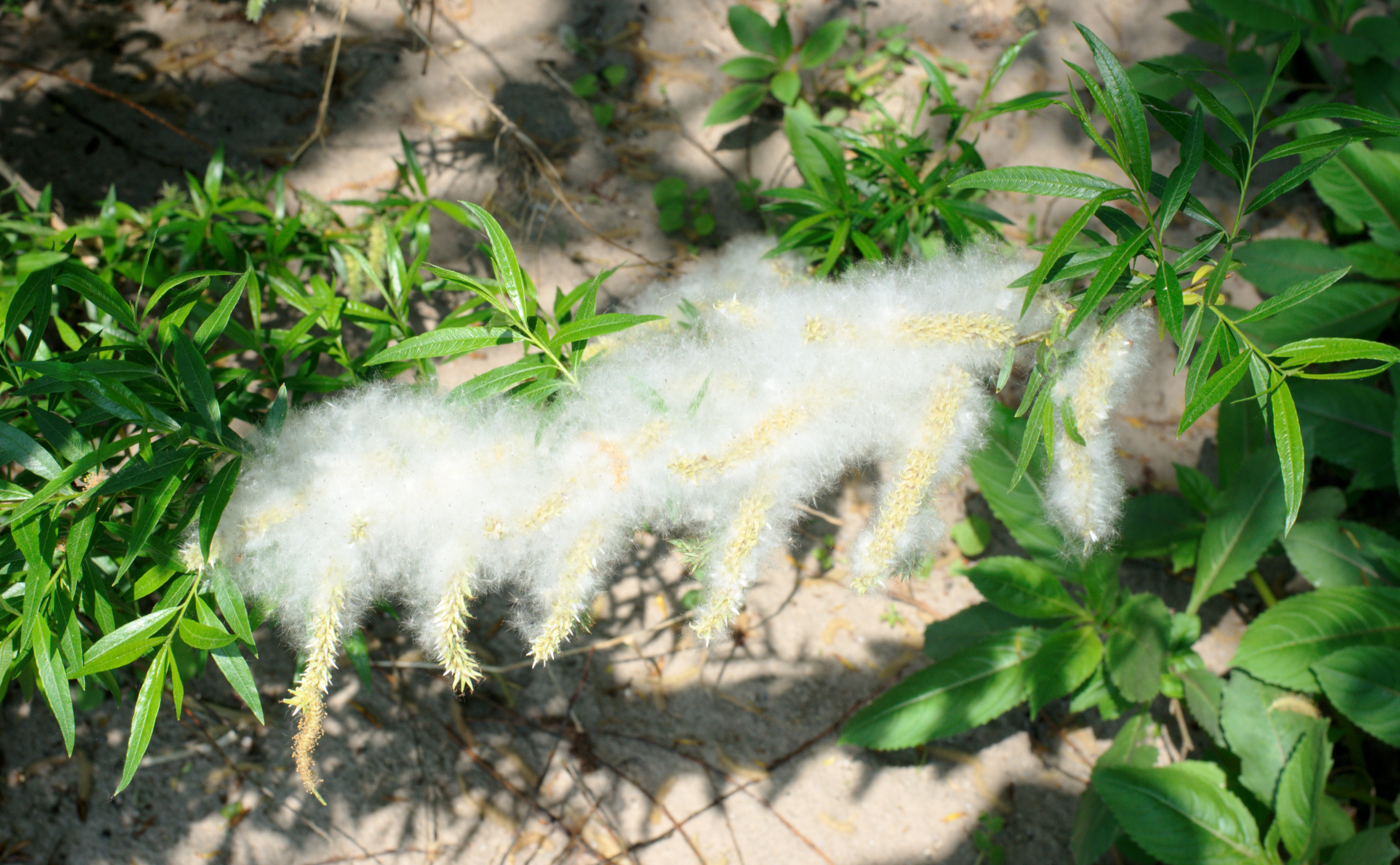
Owoce

## Biologia i ekologia
Występuje w całym kraju, w wilgotnych miejscach nad rzekami i strumieniami. Gatunek ten łączy bardzo istotne cechy z punktu widzenia cech środowiska, tzn. odporność na skrajne warunki klimatyczne, choroby, małe wymagania glebowe, duża dynamika wzrostu w kolejnych sezonach wegetacyjnych. Nadaje się do nasadzeń nadwodnych, nieodpowiednia na suche gleby. Mega- i nanofanerofit. W klasyfikacji zbiorowisk roślinnych gatunek charakterystyczny dla All. Salicion albae. Kwitnie od marca nawet do maja, przed rozwojem liści.

## Zmienność
Czasami można spotkać różniące się od typowej formy, trudne do oznaczenia mieszańce z: wierzbą czarniawą, iwą, kruchą, lapońską, purpurową, rokitą, trójpręcikową, śląską, uszatą, śniadą, szarą, wawrzynkową.

## Zastosowanie
- Uprawy energetyczne. Wierzba wiciowa jako gatunek szybko rosnący, o wysokim potencjale produkcyjnym biomasy, doskonale nadaje się do wykorzystania energetycznego i przemysłowego. W oparciu o badania naukowe wierzbę wiciową kwalifikuje się jako bardzo dobre wieloletnie źródło energii odnawialnej.
- Wierzba znalazła zastosowanie w ochronie ziemi, wody i powietrza. Jest najefektywniejszą z roślin wykorzystywaną do oczyszczania gleby z metali ciężkich, związków toksycznych poprzez wbudowanie ich w swoją biomasę. Plantacje wierzby mogą bez szkody dla środowiska utylizować stałe osady ściekowe z oczyszczalni, a związki w nich zawarte nie przedostają się do wód gruntowych. Korzenie wierzby wychwytują ponad 80% zanieczyszczeń.
- W ochronie środowiska przyrodniczego, do rekultywacji gruntów, oczyszczania ścieków bytowych oraz jako pasy zieleni ochronnej, ograniczających stopień zanieczyszczenia powietrza.
- Wierzba wiciowa jest jedną z najważniejszych wierzb koszykarskich, używana jest także na faszynę oraz do "żywej architektury" – budowy zazieleniających się, rosnących budowli ogrodowych.